# Jevhen Martjuk
Jevhen Kyrylovytj Martjuk (ukrainska: Євген Кирилович Марчук), född 28 januari 1941 i byn Dolynivka, Kirovohrad oblast, Ukrainska SSR, död 5 augusti 2021 i Kiev, var en ukrainsk politiker. Han var Ukrainas premiärminister 1995–1996.
Efter studier vid Kirovohrads pedagogiska institut blev han 1963 värvad till arbete inom KGB i Kurovohrad och senare Kiev. I början av 1990-talet var han en av de första högre KGB-officerarna som stödde det nya självständiga Ukraina. Han blev också landets förste försvars- och säkerhetsminister 1990–1991 samt chef för Ukrainas säkerhetstjänst (SBU) mellan november 1991 och juli 1994. På hösten 1994 utsågs han till vice premiärminister och den 1 mars 1995 till premiärminister. Han avskedades som premiärminister av president Leonid Kutjma 27 maj 1996 och efterträddes av Pavlo Lazarenko. Martjuk var därefter medlem av det ukrainska parlamentet, först som representant för Poltava oblast och från valet 1998 som representant för Ukrainas förenade socialdemokratiska parti (var också partiets gruppledare i parlamentet april–december 1998). Den 10 november 1999 utsågs han till chef för Nationella säkerhets- och försvarsrådet. Han var försvarsminister i premiärminister Viktor Janukovytj regering från juni 2003 till september 2004.
Martjuk ställde upp som kandidat i 1999 års presidentval, men erhöll endast 8,13 procent av rösterna och blev utslagen i den första omgången.
I december 2004 bildade Martjuk Frihetspartiet (ukrainska: Партія Свободи: Partija Svobody) och var länge dess dess ordförande. I parlamentsvalet 2006 ingick partiet i en valalliansen med Enhetspartiet (ukrainska: Українська партія Єдність) men erhöll endast 0,06 procent av rösterna.
Martjuks hustru Larysa Ivsjyna är chefredaktör för den ukrainska dagstidningen Dagen (ukrainska: День).